# Roger Rinderknecht

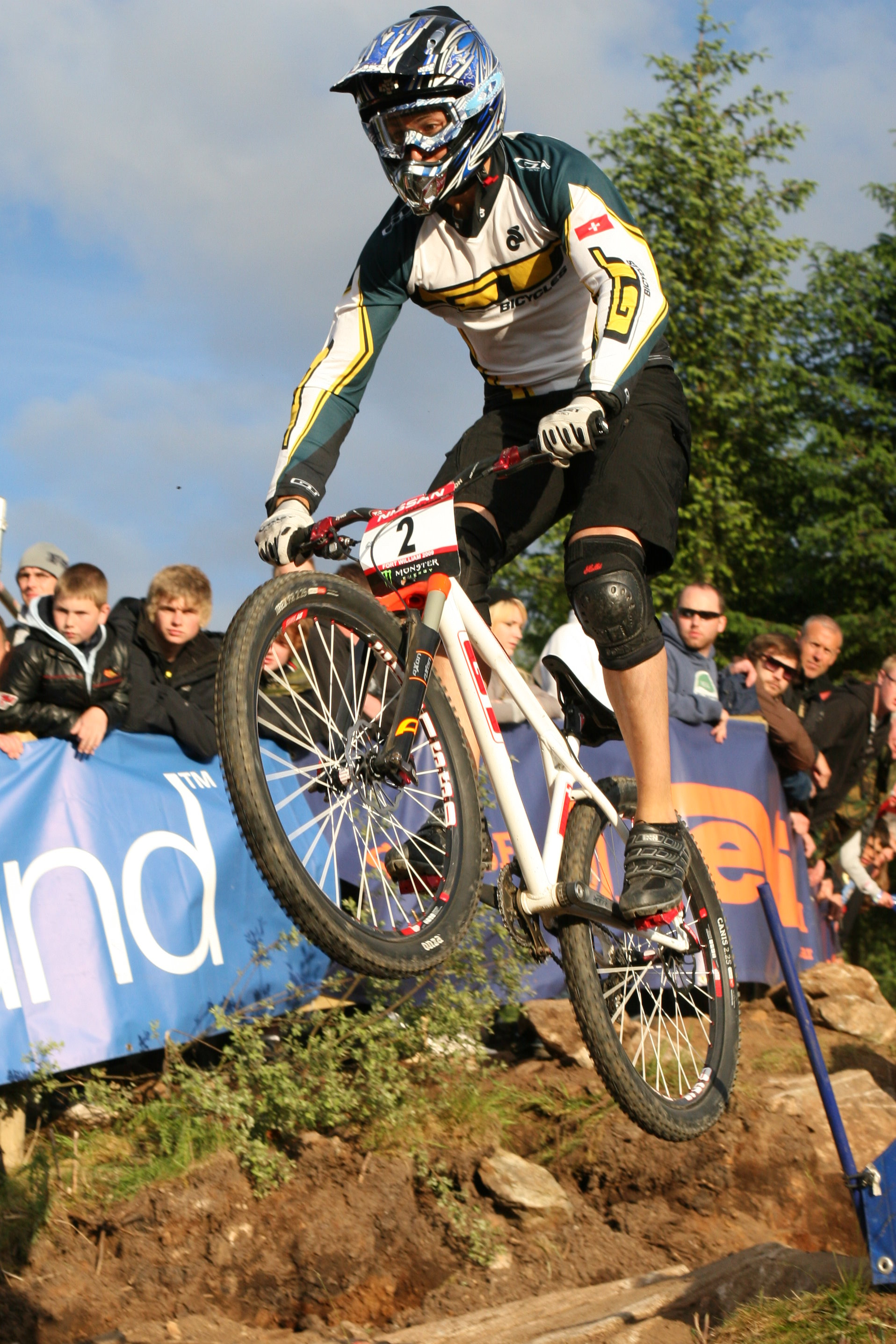
Roger Rinderknecht (2009)

Roger Rinderknecht (* 4. Mai 1981 in Winterthur) ist ein Schweizer Radsporttrainer und ehemaliger BMX- und Mountainbikefahrer (Four Cross).

## Karriere
Rinderknecht wuchs in Winterthur auf und kam durch Powerbike Winterthur zum BMX-Sport, bereits als Fünfjähriger bestritt er erste BMX-Rennen.
Zwischen 2000 und 2003 wurde er dreimal hintereinander Schweizer Meister im BMX. Bereits dann startete er auch in Mountainbikedisziplinen, so wurde er 2002 Schweizer Meister im Dual Slalom und 2004 im Four Cross. Als erster Schweizer BMX-Fahrer wurde er zum Profi.
Auch international feierte er Erfolge. 2003 wurde er Europameister im BMX. 2006 und 2011 wurde er jeweils Vizeweltmeister im Four Cross. 2008 und 2012 nahm er beim BMX-Wettbewerb jeweils an den Olympischen Spielen teil, schied jedoch beide Male im Halbfinale aus, dabei war er 2012 zweitältester Fahrer bei den BMX-Wettbewerben. Er beendete seine Karriere mit der Teilnahme an der Europameisterschaft 2012. Zum Abschluss seiner Karriere konnte er mit dem Gewinn des Weltmeistertitels im Four Cross den grössten Erfolg seiner Karriere feiern.
Von 2013 bis 2017 war Rinderknecht BMX-Nationalcoach des Schweizer Radsportverbandes Swiss Cycling. Nach dem Karriereende baute er beim Lagerplatz den Skills Park auf.

## Erfolge
- Weltmeister im Four Cross (2012)
- Vierfacher Schweizer Meister im BMX (2000–2002, 2008)
- Europameister im BMX (2003)[5]
- Schweizer Meister im Dual Slalom (2002)[1]
- Schweizer Meister im Four Cross (2004)[6]
- Dreifacher Vizeweltmeister im Four Cross (2006, 2008, 2011)[6]
- Vizeeuropameister im Four Cross (2009)[7]
- Winterthurer Sportler des Jahres (2012)

## Privates
Die Schweizer Schönheitskönigin Dominique Rinderknecht (Miss Schweiz 2013) ist seine Cousine.